# لي مالوري (شاعر)
لي مالوري (بالإنجليزية: Lee Mallory)‏ هو شاعر أمريكي، ولد في 16 مارس 1946 في سان ماتيو في الولايات المتحدة.